# Treviscoe
Treviscoe – wieś w Anglii, w hrabstwie Kornwalii, w dystrykcie (unitary authority) Kornwalia. Leży 10 km od miasta Truro. W 2018 miejscowość liczyła 617 mieszkańców.